# ناشيونال ريبورت
ناشيونال ريبورت هو موقع أخبار زائفة ينشر مقالات خيالية متعلقة بالأحداث العالمية. وصفه موقع سنوبز.كوم بأنه موقع أخبار زائفة، ووصفه موقع فاكت تشيك دوت أورغ بأنه موقع تهكمي، وقالت عنه واشنطن بوست بأنه جزء من صناعة الأخبار الزائفة، ويحقق أرباحًا من «خداع مستخدمي الإنترنت السذج بعناوين إخبارية خادعة». يصف موقع ناشيونال ريبورت نفسه بأنه «نشرة إخبارية وسياسية ساخرة على شبكة الإنترنت» ويقدم إخلاء مسؤولية بأن «جميع المقالات الإخبارية الواردة في التقرير الوطني هي من وحي الخيال».
وقد أخذت الأخبار الواردة في ناشيونال ريبورت على محمل الجد من قبل أطراف ثالثة مثل قناة فوكس نيوز، بما في ذلك التقرير الكاذب عن فرض الحجر الصحي على بلدة بوردون في تكساس بعد تفشي وباء. أدت القصة إلى ارتفاع عدد الزيارات إلى مليوني زائر منفرد، وعلى الرغم من أن مواقع أخرى قد فضحت القصة، إلا أن قصة ناشيونال ريبورت الأصلية حصلت على ستة أضعاف «المشاركات» على مواقع التواصل الاجتماعي مثلها مثل قصص كشف زيفها.

## تاريخه
في فبراير 2013، سجل ناشيونال ريبورت كموقع. كان بول هورنر الكاتب الرئيسي للنشرة؛ بدأ عمله بعد فترة وجيزة من إطلاق ناشيونال ريبورت على الإنترنت. وقال إنه غادر ناشيونال ريبورت في عام 2014. كتب جستين كولر للموقع تحت اسم مستعار هو «آلين مونتغومري».
في عام 2014، وضعت تجربة واجهة فيسبوك الموقع على قائمة الذين تم وضع علامة على قصصهم على أنها «ساخرة» عند ظهورها على الشبكة الاجتماعية. في ذلك الوقت، اعتبر كريغ سيلفرمان الذي كان يكتب في إيمرجنت دوت إنفو أن موقع ناشيونال ريبورت واحد من عدة مواقع «لم تكن مدفوعة بمحاولة القيام بالكوميديا أو السخرية، إنما بنوع الأشياء المزيفة التي يمكنهم تدويرها للحصول على مشاركات تكسبهم المال»، بشكل خاص مع انتشار واسع لقصص الخداع القادرة على كسب آلاف الدولارات يوميًا من الإعلانات في الموقع.

## إخلاء المسؤولية
يحمل موقع ناشيونال ريبورت إخلاء مسؤولية يعرف بأن محتواه ساخر وأخباره مزيفة، ولكن لم يظهر أي رابط بارز لهذه الصفحة حتى أواخر ديسمبر 2014. ذكرت العديد من المقالات التي تشير إلى قصص ناشيونال ريبورت أنه قد تمت إزالة إخلاء المسؤولية من الموقع.

## التفسيرات الخاطئة
وردت العديد من قصص ناشيونال ريبورت الخادعة عن طريق الخطأ على أنها حقيقة في وسائل الإعلام.
ذكر أحد التقارير أن حاكمة ولاية أريزونا جان بروير تعتزم إدخال دورات تحويل إلزامية من مثلي الجنس إلى مستقيم في نظام المدارس العامة في الولاية. ووصف متحدث باسم الحاكمة المقال المزيف بأنه «حقير» وقال إن «مؤلفيه يجب أن يخجلوا». كانت بروير هدفًا لنشطاء حقوق المثليين بسبب جهودها لتجريد الشركاء مثليي الجنس من المزايا الحكومية، ولموقفها من جعل تبني الأطفال أكثر صعوبة للأزواج المثليين.
خدعت إحدى المقالات، في وقت إغلاق بعض المعالم الأثرية الأمريكية، بما في ذلك النصب التذكاري للحرب العالمية الثانية في واشنطن العاصمة، خلال نزاع على الميزانية، الباحثين في قناة فوكس نيوز من خلال الإبلاغ عن أن الرئيس أوباما آنذاك قد أعلن عن نيته إنفاق أمواله الخاصة للحفاظ على متحف إسلامي مفتوح خلال إغلاق الحكومة.
سبب تقرير نشر في 2 نوفمبر 2013، مدعيًا أن مهرجان انتهاك ولاية آسام خيالي ضجة في وسائل الإعلام الوطنية والمحلية الهندية. ذكرت العديد من الصحف والمدونات نفس الشيء. وأظهر تحقيق للشرطة في الهند أن القصة نشأت من أوغندا.